# Wallacea insignis
Wallacea insignis är en tvåhjärtbladig växtart som beskrevs av Richard Spruce, George Bentham och Hook. f.. Wallacea insignis ingår i släktet Wallacea och familjen Ochnaceae. Inga underarter finns listade i Catalogue of Life.